# Drew Pearce
Drew Pearce, född 1975, är en brittisk manusförfattare.

## Filmografi (i urval)
- 2013 – Iron Man 3
- 2015 – Mission: Impossible – Rogue Nation
- 2019 – Fast & Furious: Hobbs & Shaw
- 2024 – The Fall Guy